# بخش آندامان
بخش آندامان (به انگلیسی: Andaman district) یک بخش در هند است که در جزایر آندامان و نیکوبار واقع شده‌است.